# Chrysler 300 (2004)
Der Chrysler 300 C von 2004 ist ein bis 2010 von Chrysler gebauter Personenkraftwagen der oberen Mittelklasse. 
Das ‚C‘ im Modellnamen bedeutet eine höherwertige Ausstattung, die für den europäischen Markt serienmäßig war. Der Buchstabe C für die Ausstattungsvariante wurde gewählt, weil der Chrysler 300C „letter series“ von 1957 als Vorbild für diesen Nachfolger diente. Auch optisch war er an den alten 300C letter series angelehnt und somit leicht im sogenannten Retro-Look gestaltet.
Anfang 2011 wurde die zweite Generation des Chrysler 300 vorgestellt, der in den meisten europäischen Ländern nur unter der Bezeichnung Lancia Thema (bis Oktober 2014) angeboten wurde. In USA dagegen wird das Modell weiterhin als Chrysler 300 verkauft.

## Vorgänger
Der Chrysler 300 war ursprünglich ein Fahrzeug der sogenannten „Letter Series“ (Buchstaben-Serie) von Chrysler, die im Jahre 1955 erstmals vorgestellt wurde. Letter steht hierbei für den Buchstaben hinter der Baureihe, der früher mit jedem Modelljahr im Alphabet weitergezählt wurde. Der Name startet immer mit der Modellbezeichnung 300, gefolgt von einem Buchstaben. Dabei handelte es sich stets um das leistungsstärkste Modell des jeweiligen Jahres, die - im Gegensatz zu anderen Ausstattungsvarianten bzw. Modellen - nur als zweitüriges Coupé oder Cabriolet erhältlich waren. 1957 gab es bereits einen ersten 300C. Während normale 300er weiter angeboten wurden, wurde die exklusive Letter Series mit dem 300L (1965) vorläufig beendet. Erst mit dem Erscheinen des Chrysler 300M im Jahre 1999 kam der letzte Vertreter der Letter Cars auf den Markt.

## Modellgeschichte
Vorgestellt wurde die neue Limousine des Chrysler 300 erstmals 2003 auf der New York International Auto Show (NYIAS) als seriennahes Konzeptfahrzeug, das des Kombis auf der IAA desselben Jahres und im Frühjahr 2004 als Serienversion, dessen formale Premiere auf der North American International Auto Show 2004 stattfand, für das Modelljahr 2005.
Der Chrysler 300 hat im Gegensatz zum Vorgänger Hinterradantrieb und bot ein mit dem Vorgänger Chrysler 300M vergleichbares Maß an Komfort zu einem günstigeren Preis. Der 300 wurde in Europa ausschließlich ab der gehobenen Ausstattungslinie 300C angeboten, das Basismodell 300 war offiziell nicht verfügbar und nur dem amerikanischen Markt vorbehalten.
Es wurde auch ein Kombi des 300 angeboten, der in Europa den Namen 300C Touring erhielt. In den USA wurde ein ähnliches Kombi-Modell unter dem Namen Dodge Magnum angeboten.
Im Sommer 2007 fand eine Modellpflege statt: Die dritte Bremsleuchte wurde nun nicht mehr in der Heckscheibe, sondern im Kofferraumdeckel integriert, der eine Abrisskante in Form eines angedeuteten Spoilers erhielt. Die Scheinwerfer wurden größer und die Rückleuchten umgestaltet, so dass die Rückfahrleuchten sich nun ganz unten in der Leuchteneinheit befanden. Der Innenraum wurde deutlich hochwertiger gestaltet. Die Teilledersitze gab es nun auch in anthrazit. Der Zündschlüssel wurde von Mercedes-Benz übernommen.

## Technik
Alle Modellversionen teilen sich die LX-Plattform von Chrysler, die zahlreiche Komponenten der Mercedes-Benz E-Klasse (Baureihe 210) enthielt und auch als Plattform des Dodge Charger fungierte. Maßgeblich übernommene Teile sind neben dem Fahrwerk die vorderen Sitzkonsolen, der Kabelbaum, die Lenksäule, das Fünf-Stufen-Automatikgetriebe und ein vom 4MATIC-System abgeleiteter Allradantrieb.

## Antrieb und Ausstattungen
Das Basismodell 300C 2.7 hat serienmäßig 18-Zoll-Leichtmetallräder, ein Reifendruckkontrollsystem, Tempomat, Einparkhilfe, Xenonscheinwerfer, vier Scheibenbremsen, Traktionskontrolle, elektronisches Stabilitäts-Programm (ESP), Front-, Seiten- und Kopf-Airbags und ein Vier-Stufen-Automatikgetriebe. Angetrieben wird es von einem 2,7-Liter-V6-Ottomotor mit einer maximalen Leistung von 142 kW (193 PS). 
Weiterhin gibt es auch einen 3,5-Liter-V6-Motor mit einer maximalen Leistung von 183 kW (249 PS) im 300C 3.5.
Der 300C 5.7, hat einen 5,7-Liter-Hemi-V8-Motor. Die Steuerung dieses Motors schaltete bei geringem Leistungsbedarf vier Zylinder ab (Zylinderabschaltung), um den Kraftstoffverbrauch zu senken. Wenn alle acht Zylinder aktiv sind, leistete der Motor maximal 250 kW (340 PS) und hatte ein maximales Drehmoment von 525 Nm bei 4000 min−1.
Das Topmodell war der 300C SRT-8, der von einem 6,1-Liter-Hemi-V8-Motor mit einer maximalen Leistung von 317 kW (431 PS) angetrieben wird. Er unterscheidet sich neben dem stärkeren Motor sowie den entsprechenden Bremsen sowohl äußerlich (20-Zoll-Räder, Aerodynamik-Paket) als auch durch die Innenausstattung (Leder/Alcantara-Sportsitze) von den anderen Ausstattungsversionen. Beim Außendesign wurden zudem annähernd sämtliche Chrom-Elemente, die die anderen Modelle ausmachen, weggelassen.
Der 300C 3.0 CRD wird von einem Sechszylinder-Dieselmotor von Mercedes-Benz mit serienmäßigem Rußpartikelfilter und einem Fünfstufen-Automatikgetriebe angetrieben. Dieser V6-Motor mit 3,0 Litern Hubraum hat eine Commonrail-Direkteinspritzung mit piezoelektrisch gesteuerten Einspritzdüsen, leistet maximal 160 kW (218 PS) und entwickelt dabei mit ein maximales Drehmoment von 510 Nm bei 1600 min−1.

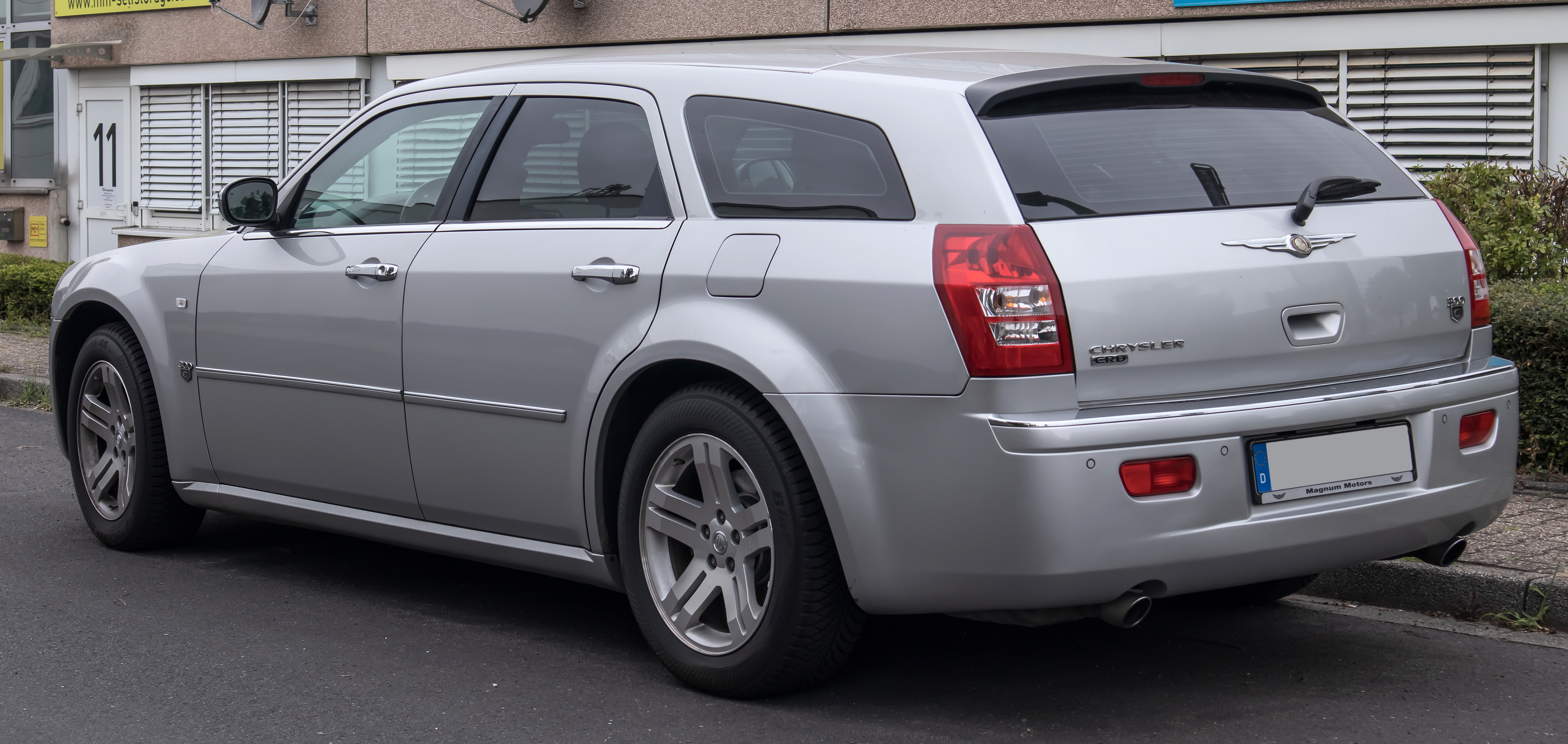
Chrysler 300C Touring
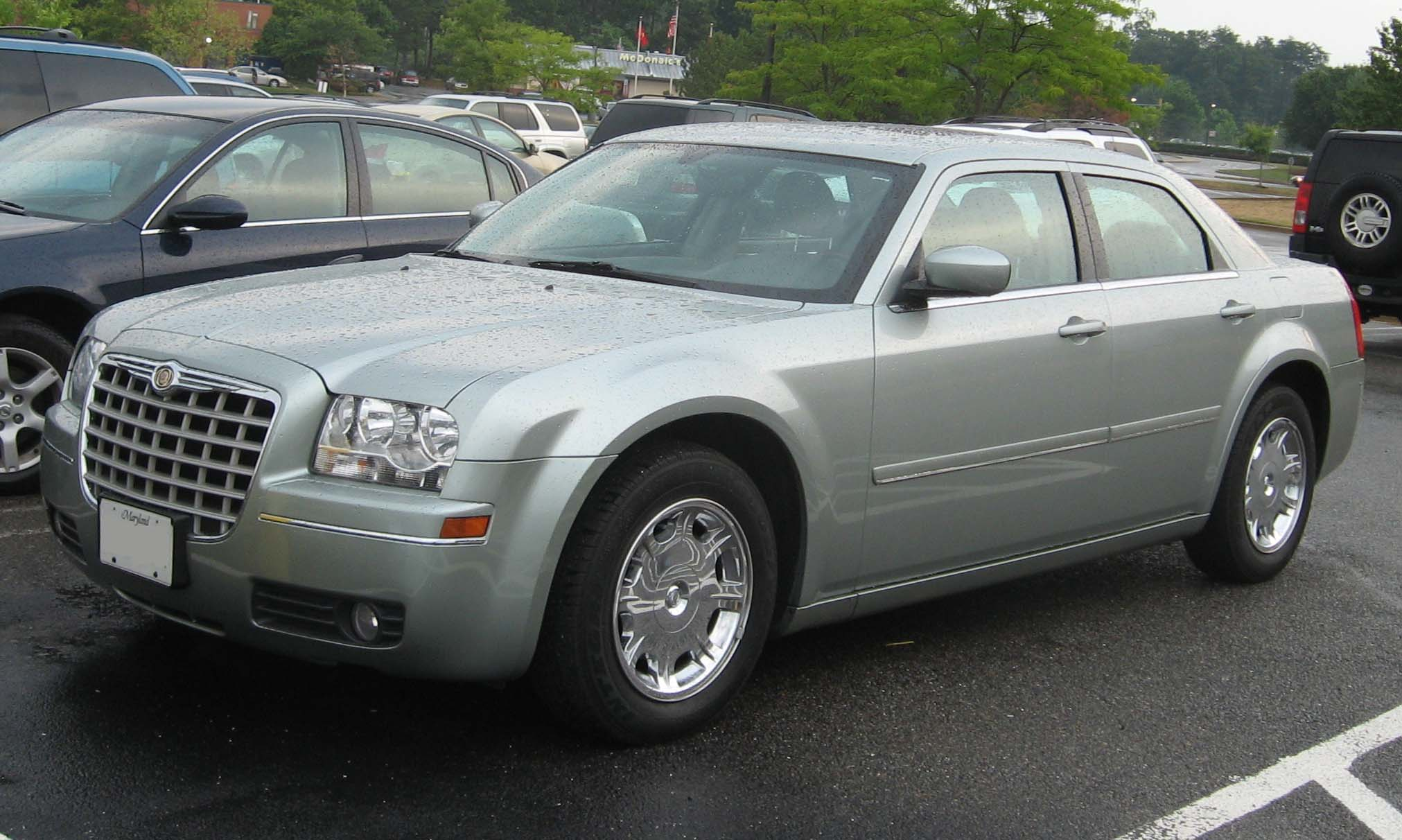
Chrysler 300 – Basismodell in USA
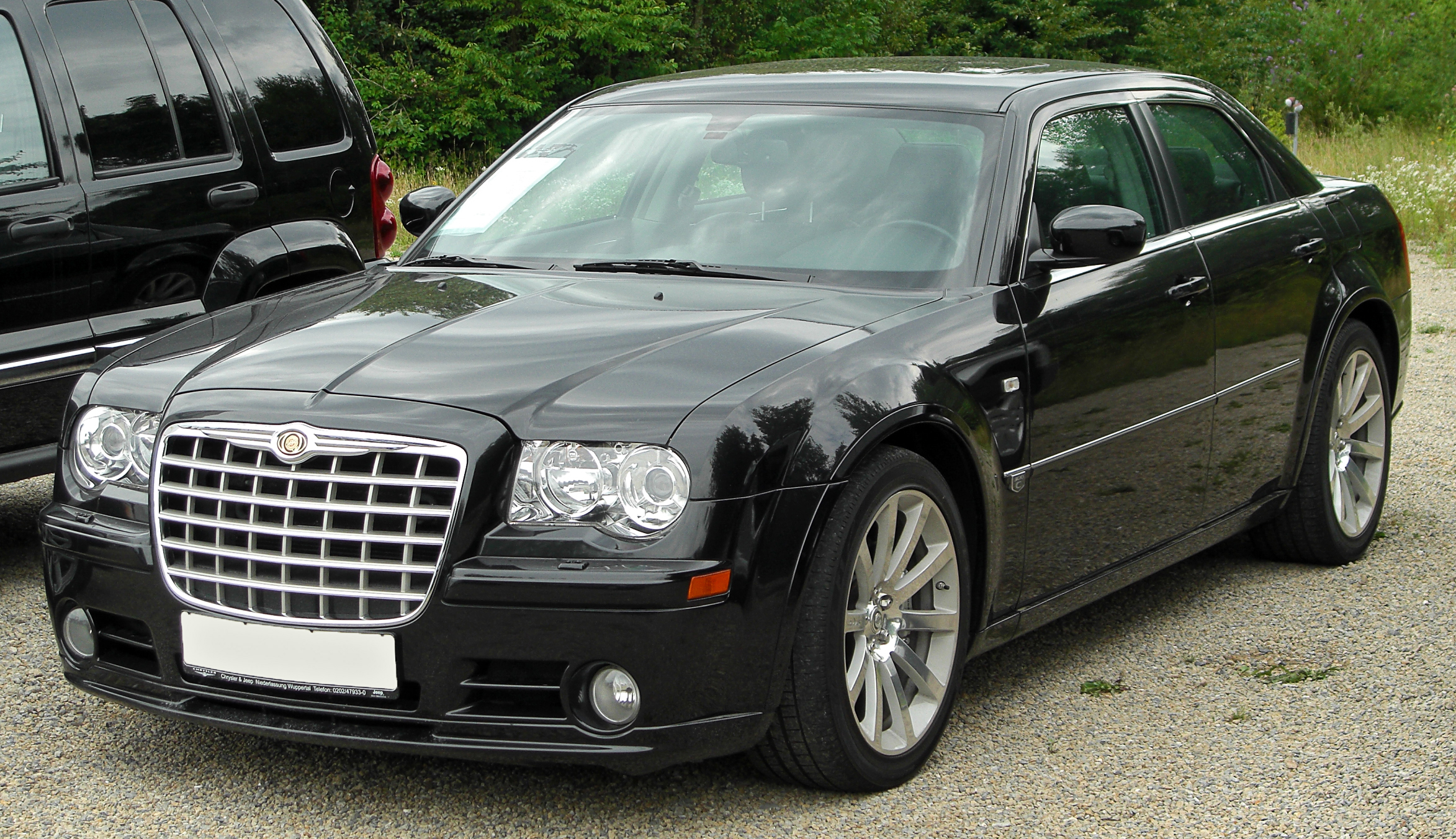
Chrysler 300C SRT8
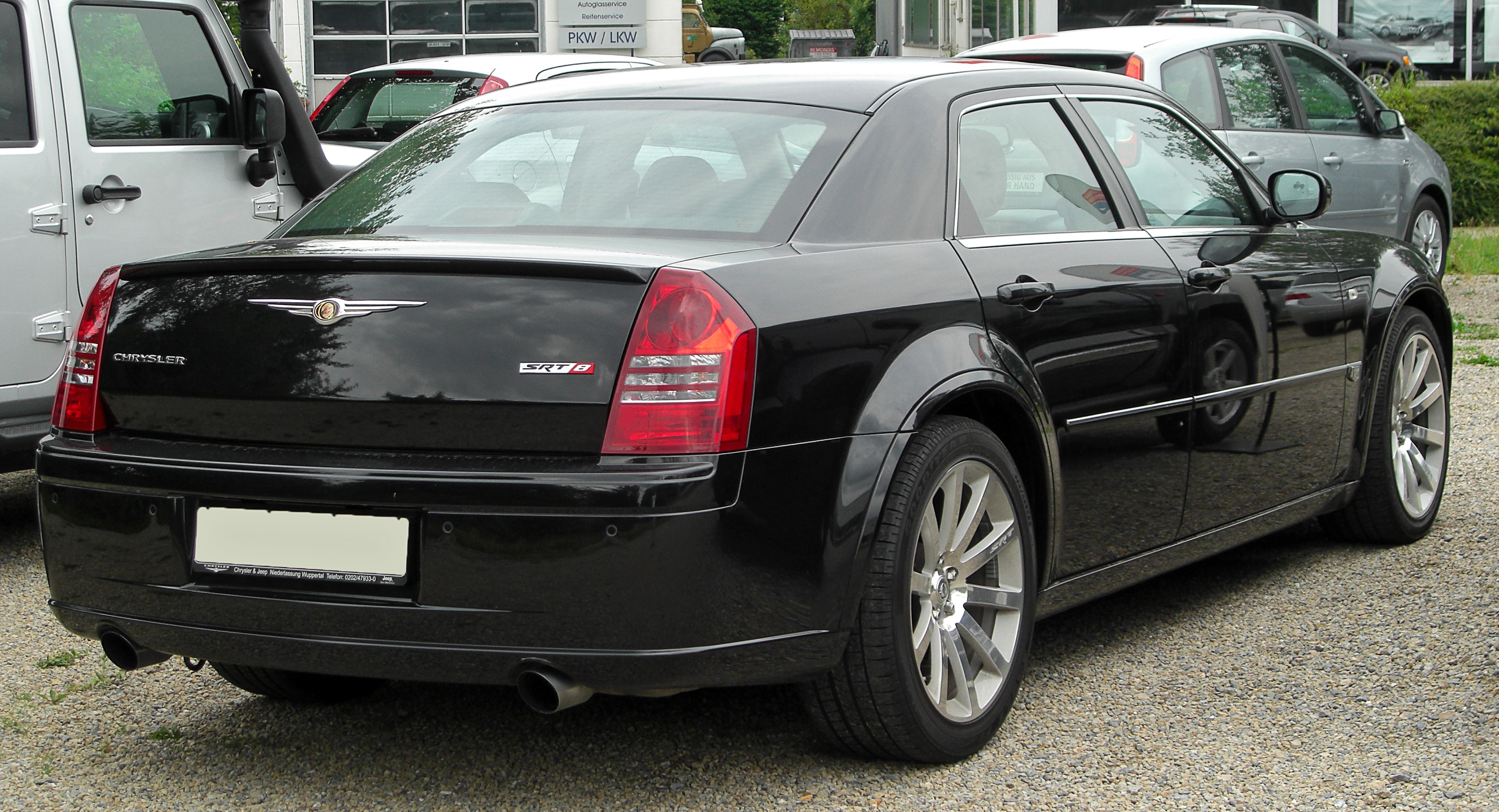
Chrysler 300C SRT8
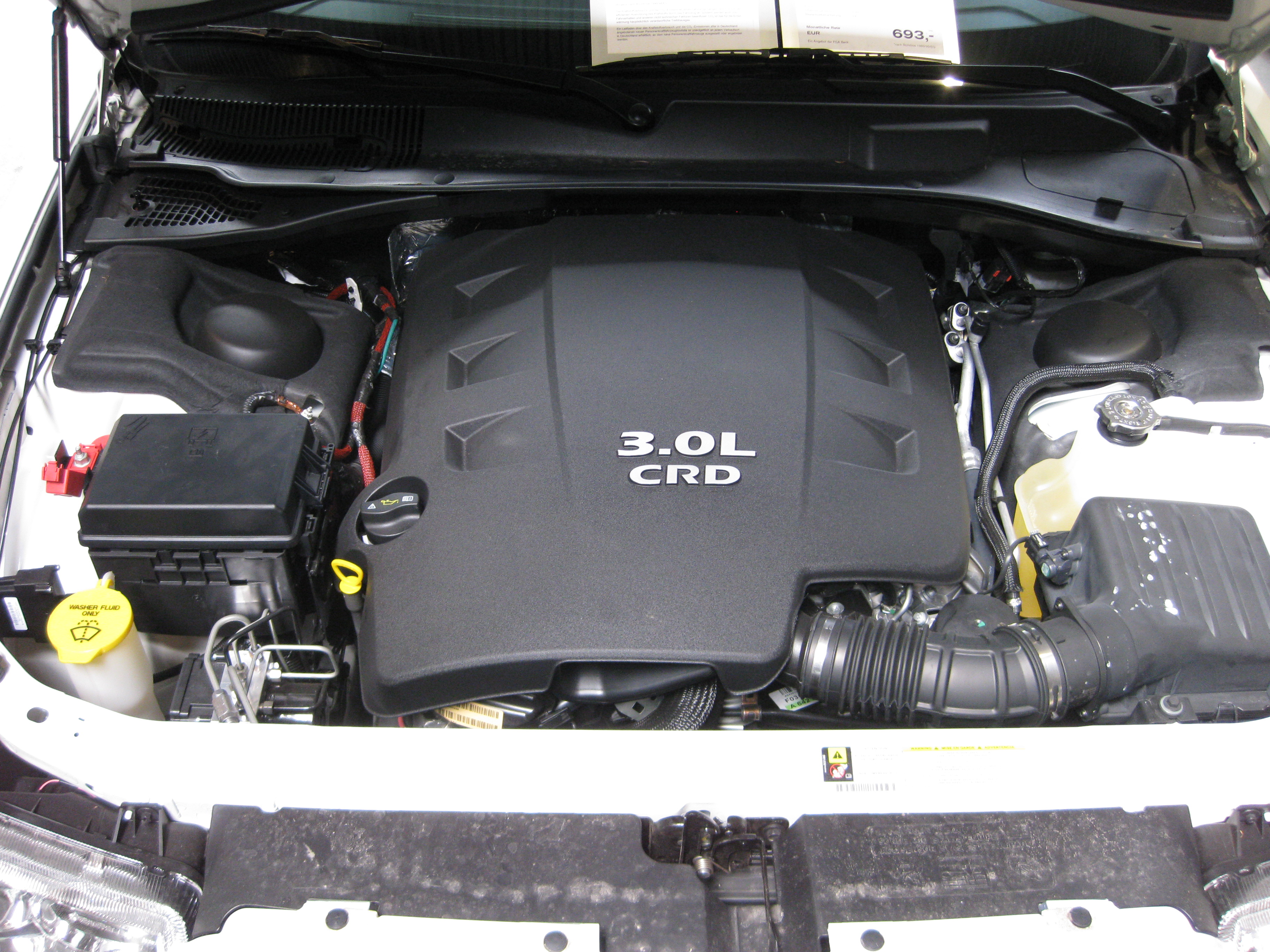
Motorraum 300C 3.0 CRD
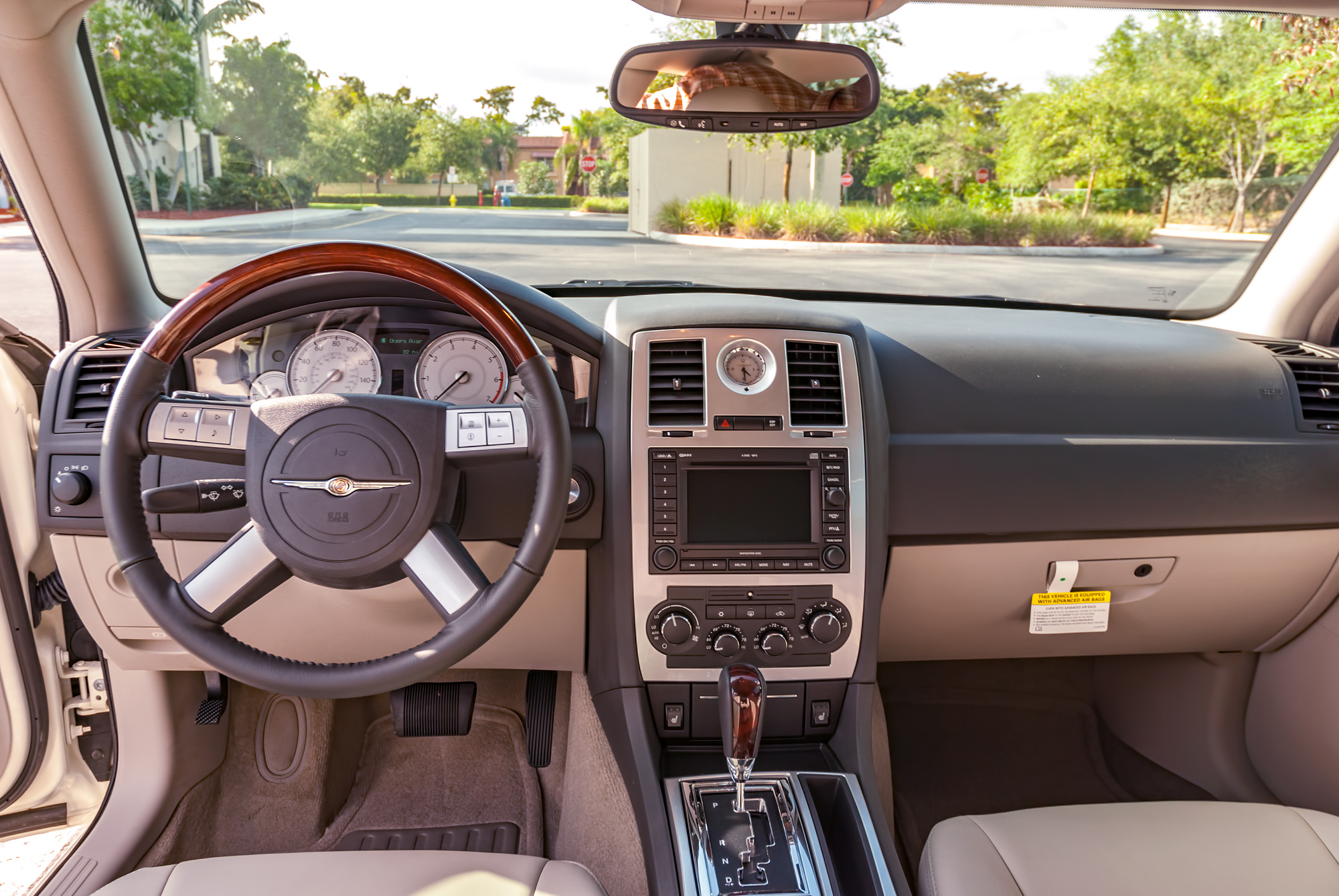
Innenansicht 300C – US-Modell

## Sicherheit
Bei den für das Modelljahr 2005 durchgeführten Crashtests wurde das Fahrzeug nach US-NCAP-Kriterien mit fünf Sternen beim Frontalaufprall und durch das IIHS beim Versuch „Moderate overlap front“ mit „Good“ bewertet.

## Produktion
Der Chrysler 300C für Märkte außerhalb Nordamerikas wurde ab Juni 2005 bei Magna Steyr in Graz gefertigt. Hingegen der für die nordamerikanischen Märkte in Brampton, Ontario, Kanada.

## Nachfolger
Seit Anfang 2011 gibt es den gleichnamigen Nachfolger Chrysler 300 (2011), dessen Entwicklung noch lief, als Fiat bereits dabei war, Chrysler zu übernehmen, mit neuer Karosserie und anderem (in Nordamerika nie erhältlichem) Dieselmotor, der in den USA weiterhin als Chrysler 300 angeboten wird, in Europa jedoch, außer zum Beispiel im Vereinigten Königreich, Irland, Russland und der Ukraine im Zuge der Zusammenlegung von Chrysler und Lancia bis Oktober 2014 als Lancia Thema angeboten wurde. Für den Lancia Thema gab es passende Embleme und Umrüstsätze, um ihn wie einen Chrysler erscheinen zu lassen. Die Technik wurde zu einem großen Teil vom Vorgänger übernommen, so dass beispielsweise in Verbindung mit dem Dieselmotor weiterhin ein Mercedes-5-Gang-Automatikgetriebe arbeitete.

## Sonstiges
Von 2004 bis 2007 fuhr Barack Obama, später Präsident der USA, einen 300C.
In der zweiten Staffel der Fernsehserie Desperate Housewives, fährt ‚Bree Van De Kamp‘ einen Chrysler 300.

## Presseecho
Der Chrysler 300C ist laut ADAC ein Auto, das vergleichsweise selten auf der Straße „liegen bleibt“. In der Statistik des Automobilclubs wurden „relativ wenige Pannen“ registriert. Am häufigsten defekt waren dabei die Kurbelwellensensoren bei Dieselmodellen des Baujahrs 2006. Außerdem kommt es laut ADAC ab dem dritten Betriebsjahr zu vermehrten Batteriedefekten. Offensichtlich im Zusammenhang mit den schwachen Stromspeichern berichten einige Halter in Internet-Foren auch von kleineren Elektronikproblemen.
Weil im Chrysler 300C viel Mercedes-Technik steckt, sieht es im Bezug auf den Antriebsstrang laut Spiegel Online deutlich besser aus; dass die 300C-Plattform viele Komponenten der E-Klasse enthält, wird als klarer Vorteil in Bezug auf die Zuverlässigkeit gewertet.
Laut der Auto-Zeitschrift auto motor und sport sei der 300C im Fahrbetrieb zwar nicht laut, klinge jedoch rau. Das Fahrwerk reiche kleine Fahrbahn-Unebenheiten an die Insassen weiter, neige beim Überfahren herber Fugen zum Poltern und man wünsche sich auf engen Landstraßen den Horizont einer geraden Autobahn zurück. Der Chrysler hinterlasse am ehesten das Gefühl einer schweren Limousine klassischer Bauart; die Beweglichkeit seiner Klassen-Kameraden könne er aber nicht nachvollziehen.
Des Weiteren werden die wenig hochwertig anmutende Qualität und die Materialien im Innenraum kritisiert. Das Plastik des Armaturenbretts und der Lenkstockhebel würden „billig“ wirken und sich auch so anfühlen. Man habe oft das Gefühl, dass etwas schnell zu Bruch gehen könne. Der niedrigere Preis des 300C im Vergleich zu anderen Oberklasse-Limousinen sei in vielen Details sichtbar. So müsse die zwar problemfreie Bedienung über ein Interieur hinwegtrösten, in dessen Plastikholz-Leisten die Rasterpunkte sichtbar seien und die funkelnden Plastik-Applikationen würden etwas zu deutlich an Lametta erinnern. Vor allem fehle es dem 300C auch im alltäglichen Fahrbetrieb an Feinschliff.
Daher blieb die Verarbeitungsqualität unterhalb der Standards deutscher Autohersteller wie beispielsweise BMW oder Mercedes-Benz, dafür waren die Neupreise im Vergleich deutlich niedriger.
Diese Kritik nahm sich Chrysler beim Facelift Ende 2007 zu Herzen und gestaltete den Innenraum deutlich hochwertiger und verbesserte die Dämmung, einige Hohlräume wurde deshalb ausgeschäumt.
Das äußere Design des Chrysler 300C ist wegen seiner bulligen Erscheinung mit der hohen Fensterlinie ebenfalls umstritten. Oft werden die schmalen Seitenscheiben als „Schießscharten“ verspottet.
Kritisiert wurde der unter anderem durch das hohe Leergewicht bedingte relativ hohe Treibstoffverbrauch. Der 2005 nachgelegte Dieselmotor ist im Vergleich zu den Ottomotoren sparsam und bringt das rund zwei Tonnen wiegende Gefährt zügig vorwärts.

## Technische Daten
In Europa wurde der Chrysler 300C in fünf Varianten ausgeliefert:
| Modell           | Motorart    | Motorbauart | Hubraum cm³ | max. Leistung kW (PS) bei min−1 | max. Drehmoment Nm bei min−1 | Beschleunigung, 0–100 km/h | Höchstgeschwindigkeit | Kraftstoffverbrauch | Getriebe                                                    | Bauzeit   |
| ---------------- | ----------- | ----------- | ----------- | ------------------------------- | ---------------------------- | -------------------------- | --------------------- | ------------------- | ----------------------------------------------------------- | --------- |
| 2.7 V6           | Ottomotor   | V6          | 2736        | 142 (193) / 6400                | 257 / 4000                   | 11,1 s                     | 209 km/h              | 10,7 l/100 km       | 4-Stufen-Automatikgetriebe                                  | 2004–2007 |
| 3.5 V6           | Ottomotor   | V6          | 3518        | 183 (249) / 6400                | 340 / 3800                   | 09,2 s                     | 219 km/h              | 11,1 l/100 km       | 4-Stufen-Automatikgetriebe / 5-Stufen-Automatikgetriebe (1) | 2004–2007 |
| 5.7 Hemi-V8      | Ottomotor   | V8          | 5654        | 250 (340) / 5000                | 525 / 4000                   | 06,4 s                     | 250 km/h              | 12,3 l/100 km       | 5-Stufen-Automatikgetriebe (2)                              | 2004–2010 |
| 6.1 Hemi-V8 SRT8 | Ottomotor   | V8          | 6063        | 317 (431) / 6000                | 569 / 4600                   | 05,4 s                     | 265 km/h              | 14,2 l/100 km       | 5-Stufen-Automatikgetriebe                                  | 2004–2010 |
| 3.0 CRD          | Dieselmotor | V6          | 2987        | 160 (218) / 4000                | 510 / 1600                   | 07,6 s                     | 230 km/h              | 08,1 l/100 km       | 5-Stufen-Automatikgetriebe                                  | 2004–2010 |

Anmerkungen:
- Alles Werksangaben

## Zulassungszahlen
Zwischen 2004 und 2011 sind in der Bundesrepublik Deutschland 11.295 Chrysler 300C neu zugelassen worden. Mit 3.105 Einheiten war 2006 das erfolgreichste Verkaufsjahr.
| 1.001 \| \| |
|             |

|  |

| 1.001 \| \| |
|             |

|  |

| 1.080 \| \| |
|             |

|  |

| 43 \| \| |
|          |

|  |

| 1.080 \| \| |
|             |

|  |

| 43 \| \| |
|          |

|  |

| 1.008 \| \| |
|             |

|  |

| 2.097 \| \| |
|             |

|  |

| 1.008 \| \| |
|             |

|  |

| 2.097 \| \| |
|             |

|  |

| 638 \| \| |
|           |

|  |

| 2.360 \| \| |
|             |

|  |

| 638 \| \| |
|           |

|  |

| 2.360 \| \| |
|             |

|  |

| 161 \| \| |
|           |

|  |

| 1.316 \| \| |
|             |

|  |

| 161 \| \| |
|           |

|  |

| 1.316 \| \| |
|             |

|  |

| 116 \| \| |
|           |

|  |

| 610 \| \| |
|           |

|  |

| 116 \| \| |
|           |

|  |

| 610 \| \| |
|           |

|  |

| 203 \| \| |
|           |

|  |

| 507 \| \| |
|           |

|  |

| 203 \| \| |
|           |

|  |

| 507 \| \| |
|           |

|  |

| 19 \| \| |
|          |

|  |

| 136 \| \| |
|           |

|  |

| 19 \| \| |
|          |

|  |

| 136 \| \| |
|           |

|  |

| 1.001 \| \| |
|             |

|  |

| 1.001 \| \| |
|             |

|  |

| 1.080 \| \| |
|             |

|  |

| 43 \| \| |
|          |

|  |

| 1.080 \| \| |
|             |

|  |

| 43 \| \| |
|          |

|  |

| 1.008 \| \| |
|             |

|  |

| 2.097 \| \| |
|             |

|  |

| 1.008 \| \| |
|             |

|  |

| 2.097 \| \| |
|             |

|  |

| 638 \| \| |
|           |

|  |

| 2.360 \| \| |
|             |

|  |

| 638 \| \| |
|           |

|  |

| 2.360 \| \| |
|             |

|  |

| 161 \| \| |
|           |

|  |

| 1.316 \| \| |
|             |

|  |

| 161 \| \| |
|           |

|  |

| 1.316 \| \| |
|             |

|  |

| 116 \| \| |
|           |

|  |

| 610 \| \| |
|           |

|  |

| 116 \| \| |
|           |

|  |

| 610 \| \| |
|           |

|  |

| 203 \| \| |
|           |

|  |

| 507 \| \| |
|           |

|  |

| 203 \| \| |
|           |

|  |

| 507 \| \| |
|           |

|  |

| 19 \| \| |
|          |

|  |

| 136 \| \| |
|           |

|  |

| 19 \| \| |
|          |

|  |

| 136 \| \| |
|           |

|  |

| 1.001 \| \| |
|             |

|  |

| 1.001 \| \| |
|             |

|  |

| 1.080 \| \| |
|             |

|  |

| 43 \| \| |
|          |

|  |

| 1.080 \| \| |
|             |

|  |

| 43 \| \| |
|          |

|  |

| 1.008 \| \| |
|             |

|  |

| 2.097 \| \| |
|             |

|  |

| 1.008 \| \| |
|             |

|  |

| 2.097 \| \| |
|             |

|  |

| 638 \| \| |
|           |

|  |

| 2.360 \| \| |
|             |

|  |

| 638 \| \| |
|           |

|  |

| 2.360 \| \| |
|             |

|  |

| 161 \| \| |
|           |

|  |

| 1.316 \| \| |
|             |

|  |

| 161 \| \| |
|           |

|  |

| 1.316 \| \| |
|             |

|  |

| 116 \| \| |
|           |

|  |

| 610 \| \| |
|           |

|  |

| 116 \| \| |
|           |

|  |

| 610 \| \| |
|           |

|  |

| 203 \| \| |
|           |

|  |

| 507 \| \| |
|           |

|  |

| 203 \| \| |
|           |

|  |

| 507 \| \| |
|           |

|  |

| 19 \| \| |
|          |

|  |

| 136 \| \| |
|           |

|  |

| 19 \| \| |
|          |

|  |

| 136 \| \| |
|           |

|  |

| 1.001 \| \| |
|             |

|  |

| 1.001 \| \| |
|             |

|  |

| 1.080 \| \| |
|             |

|  |

| 43 \| \| |
|          |

|  |

| 1.080 \| \| |
|             |

|  |

| 43 \| \| |
|          |

|  |

| 1.008 \| \| |
|             |

|  |

| 2.097 \| \| |
|             |

|  |

| 1.008 \| \| |
|             |

|  |

| 2.097 \| \| |
|             |

|  |

| 638 \| \| |
|           |

|  |

| 2.360 \| \| |
|             |

|  |

| 638 \| \| |
|           |

|  |

| 2.360 \| \| |
|             |

|  |

| 161 \| \| |
|           |

|  |

| 1.316 \| \| |
|             |

|  |

| 161 \| \| |
|           |

|  |

| 1.316 \| \| |
|             |

|  |

| 116 \| \| |
|           |

|  |

| 610 \| \| |
|           |

|  |

| 116 \| \| |
|           |

|  |

| 610 \| \| |
|           |

|  |

| 203 \| \| |
|           |

|  |

| 507 \| \| |
|           |

|  |

| 203 \| \| |
|           |

|  |

| 507 \| \| |
|           |

|  |

| 19 \| \| |
|          |

|  |

| 136 \| \| |
|           |

|  |

| 19 \| \| |
|          |

|  |

| 136 \| \| |
|           |

|  |

|  | Benziner (4.226) |

|  | Benziner (4.226) |

|  | Diesel (7.069) |

|  | Diesel (7.069) |